# Longmornis robustirostrata
Longmornis robustirostrata — вимерлий вид горобцеподібних птахів родини вивільгових (Oriolidae). Існував у ранньому міоцені в Австралії. Рештки нижньої щелепи знайдено у відкладеннях формації Ріверслей на північному заході Квінсленду. Рід названий на честь Ноеля Вейна Лонгмора, орнітолога з Австралійського музею. Найближчими сучасними його родичами є телюги (Sphecotheres).